# Saint-Germain-sur-Vienne
Saint-Germain-sur-Vienne település Franciaországban, Indre-et-Loire megyében. Lakosainak száma 358 fő (2022. január 1.). Saint-Germain-sur-Vienne Beaumont-en-Véron, Candes-Saint-Martin, Couziers, Lerné, Savigny-en-Véron és Thizay községekkel határos.

## Népesség
A település népessége az elmúlt években az alábbi módon változott:
| Lakosok száma | 343  | 364  | 356  | 345  | 385  | 386  | 375  | 364  | 360  | 358  |
|               | 1968 | 1982 | 1990 | 2006 | 2013 | 2015 | 2017 | 2019 | 2020 | 2022 |